# Sietas Typ A
Der Typ A ist ein Küstenmotorschiffstyp der Sietas-Werft in Hamburg-Neuenfelde, von dem im Jahr 1957 acht Schiffe gebaut wurden.

## Geschichte

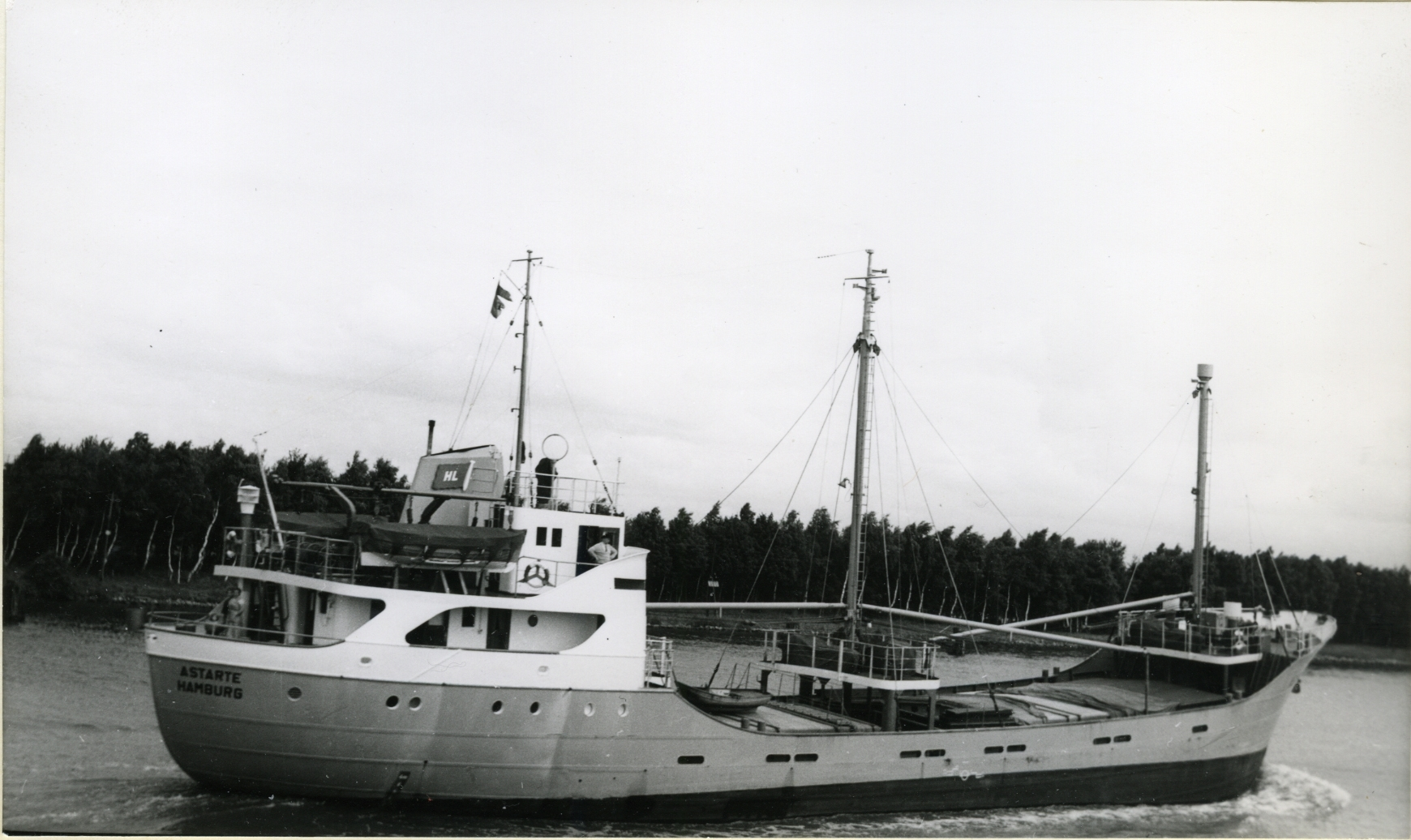
Die Astarte im Jahr 1958

Der Küstenmotorschiffstyp wurde von verschiedenen Reedereien geordert. Die Typenbezeichnung leitet sich vom Anfangsbuchstaben der Astarte ab, die als erstes Schiff der Baureihe bestellt worden war. Sie lief am 3. August 1957 vom Stapel und wurde am 10. September 1957 abgeliefert. Die Schiffe des Typs A kamen anfangs vorwiegend in der kleinen und mittleren Fahrt zum Einsatz. Später wurden sie, zumeist im umgebauten Zustand und ohne Ladegeschirr, weltweit in der Küstenfahrt genutzt.

## Technik
Der Typ A basierte auf dem 1955 gebauten Typ HG. Durch die weitestgehend unverbaute Form der zwei Laderäume mit geringem Unterstau eignete sich der Schiffstyp unter anderem auch für die Zellulose- oder Paketholzfahrt. Er hatte einen Doppelboden mit durchgängig ebener Tankdecke. Serienmäßig besaßen die Schiffe drei Ladebäume mit einer Tragkraft von je zwei Tonnen. Es wurden einfache Lukendeckel aus Holz mit seefester Abdeckung aus Persenning verwendet. Die Schiffe wurden von einem Viertakt-Dieselmotor des Herstellers Klöckner-Humboldt-Deutz (KHD) angetrieben, der auf einen Festpropeller wirkte. Die Motoren hatten eine Leistung von 500 PS, waren aber zumeist auf 300 PS gedrosselt.
Auf der Sietas-Werft wurden nachträglich die Elfi Breuer (im Jahr 1960), die Jürgen Wehr (1961), die Martha Friesecke (1961), die Astarte (1964) sowie die Bewa (1964) um 7,70 Meter verlängert. Infolgedessen wurden diese Schiffe mit 499 BRT neu vermessen.

## Die Schiffe
| Sietas Typ A      | Sietas Typ A | Sietas Typ A | Sietas Typ A           | Sietas Typ A                | Sietas Typ A |
| Bauname           | Baunummer    | IMO-Nummer   | Stapellauf Ablieferung | Auftraggeber                | Umbenennungen und Verbleib |
| ----------------- | ------------ | ------------ | ---------------------- | --------------------------- | --- |
| Barbara           | 405          | 5036327      | 24.08.1957 21.09.1957  | Gerda Janke, Hamburg        | 1974 Pattree → 2005 Patri → 2019 Lady Shazeeda, am 25. Dezember 2022 auf der Fahrt von Trinidad nach Guyana vor Pomeroon gesunken                                                              |
| Lisa Eichmann     | 418          | 5249388      | 18.09.1957 20.10.1957  | Johann Eichmann, Hamburg    | 1961 Nereus → 1987 Cavalier Star → 1998 Sea Queen → 2000 Thozina, Anfang 2002 wegen Drogenschmuggels in Miami beschlagnahmt, am 15. Dezember 2002 als künstliches Riff vor Lake Worth versenkt |
| Astarte           | 419          | 5027455      | 03.08.1957 10.09.1957  | Hinrich Lütje, Hamburg      | 1970 Emmalies Funk, am 18. April 1973 auf der Fahrt von Mönsterås nach Hull in der Nordsee auf Position 54°30'N,01°50'E gesunken                                                               |
| Martha Friesecke  | 420          | 5226867      | 05.09.1957 08.10.1957  | Adalbert Friesecke, Hamburg | 1976 Stem → 1982 Baltic Winter, am 5. Mai 1987 zur Verschrottung in Hamburg eingetroffen |
| Bewa              | 425          | 5043710      | 14.11.1957 07.12.1957  | Walter Behrens, Estebrügge  | 1974 Este → 1981 Sea Man → 1983 Haider C, nach Maschinenschaden im Januar 1983 nach Poole geschleppt, im Juli 1984 in London verschrottet                                                      |
| Jürgen Wehr       | 426          | 5177664      | 12.10.1957 14.11.1957  | Oskar Wehr, Hamburg         | 1976 Duvenstedt → 1978 Angelika → 1984 Andromache I, am 11. März 1984 in schwerer See vor Libyen gesunken                                                                                      |
| Julius Hauschildt | 430          | 5177078      | 01.10.1957 02.11.1957  | H. Hauschildt, Cranz        | 1969 John Bluhm → 1978 Caro → 1987 Edris → 2000 Anbar 2 → 2000 Hanna-1, 2002 aus dem Lloyd’s Register gelöscht                                                                                 |
| Elfi Breuer       | 433          | 5100972      | 24.10.1957 24.11.1957  | J. H. Breuer, Hamburg       | 1966 Niedermehnen → 1974 Sea Jewel → 1980 Dana Maria → 1984 Kriti, am 20. Oktober 1985 auf der Fahrt von Nisyros nach Iraklion vor Kreta gesunken                                              |